# Thông điệp Arecibo

Dải tin nhắn với những màu sắc khác nhau để thể hiện từng phần của nó

Thông điệp Arecibo (tiếng Anh: Arecibo message) là một "bức thư" vô tuyến liên hành tinh gửi từ năm 1974 mang thông tin cơ bản về nhân loại và Trái Đất tới tập hợp sao M13 với hy vọng liên lạc với trí thông minh ngoài hệ Mặt Trời. Thông điệp đã được phát hướng vào M13 trong vũ trụ, phát một lần bằng sóng vô tuyến tại buổi lễ khánh thành nâng cấp Đài quan sát Arecibo ở Puerto Rico vào ngày 16 tháng 11 năm 1974.
Tập hợp sao M13 hay cụm sao cầu M13 đã được giới thiên văn học biết từ lâu dưới tên gọi "chòm sao Hec-quyn" (/ˈhɜːrkjuliːz) hoặc "Cụm sao Hec-quyn khổng lồ" (Great Hercules Cluster), cách chúng ta khoảng 22.200 - 25.000 năm ánh sáng. M13 được chọn vì là một tập hợp sao rất lớn, gồm ít nhất 300.000 ngôi sao được biết đương thời, có vị trí tồn tại thuận lợi vào thời gian và địa điểm tổ chức buổi lễ, giúp tăng tần số việc gặp gỡ với người ngoài hành tinh hơn cả.
Khởi xướng ý tưởng này là một nhóm các nhà nghiên cứu từ Đại học Cornell do nhà thiên văn học và nhà vật lý học thiên văn Frank Drake đứng đầu.
Thông điệp gồm 1.679 tín hiệu theo mã số nhị phân, khoảng 210 byte, được truyền ở tần số 2,380 MHz dao động trong khoản 10 Hz, với công suất 450 kW. Các tín hiệu "1" và "0" truyền với tốc độ 10 bit mỗi giây. Tổng thời lượng phát sóng ngót ba phút.
1679 là tích của hai số nguyên tố 73 và 23. Số 73 chỉ số hàng, số 23 chỉ số cột của dải tin (xem hình đầu trang). Nó chứa số liệu về các hành tinh trong hệ Mặt Trời, cấu trúc DNA sinh học, hình dạng cơ thể con người (kiểu đồ hoạ) cùng một số thông tin quan trọng khác về Trái Đất.
Tiến sĩ Frank Drake, tại Đại học Cornell (tác giả của phương trình Drake), đã viết thông điệp với sự giúp đỡ của Carl Sagan và một số người khác. Thông điệp bao gồm bảy phần mã hóa sau (từ trên xuống dưới):
1. Các số từ một (1) đến (10) (trắng)
2. Số nguyên tử của các nguyên tố hydro, carbon, nitơ, oxy và phosphor, tạo thành axit deoxyribonucleic (DNA) (màu tía)
3. Các công thức cho đường và base trong nucleotide của DNA (màu xanh lục)
4. Số lượng nucleotide trong DNA, và đồ họa cấu trúc xoắn kép của DNA (trắng và xanh dương)
5. Một hình ảnh đồ họa của một con người, kích thước (chiều cao vật lý) của một người đàn ông trung bình, và dân số con người trên Trái Đất (đỏ, xanh dương /trắng, và trắng tương ứng)
6. Một đồ họa của Hệ mặt trời chỉ ra hành tinh nào của thông điệp đến từ (màu vàng)
7. Một đồ họa của Đài quan sát Arecibo và kích thước (đường kính vật lý) của đĩa ăng-ten phát (màu tím, trắng và xanh dương)

Vì sẽ mất gần 25.000 năm để thông điệp đạt được đích đến của nó (và thêm 25.000 năm cho bất kỳ câu trả lời nào), thông điệp Arecibo được xem như là một minh chứng cho thành tựu công nghệ của con người, chứ không phải là nỗ lực thực sự để tham gia vào một cuộc trò chuyện người ngoài hành tinh. Trong thực tế, cốt lõi của M13, mà thông điệp được nhắm đến, sẽ không còn ở vị trí đó khi tin nhắn đến. Tuy nhiên, khi chuyển động riêng của M13 nhỏ, thông điệp vẫn sẽ đến gần trung tâm của cụm. Theo thông cáo báo chí của Cornell News ngày 12 tháng 11 năm 1999, mục đích thực sự của thông điệp là không liên lạc nhưng để chứng minh khả năng của các thiết bị mới được lắp đặt.
Vào ngày 16 tháng 11 năm 2018, Google đã phát hành Doodle để kỷ niệm 44 năm ngày truyền thông điệp.

### Thông báo dưới dạng chuỗi nhị phân
Thông báo dưới dạng một chuỗi nhị phân được bao gồm bên dưới. Lưu ý rằng việc lựa chọn 1 đại diện cho tần số cao hơn và 0 đại diện cho tần số thấp hơn là hoàn toàn tùy ý và ngắt dòng sau mỗi 23 bit chỉ được đưa vào để cho phép con người dễ đọc.
| Full binary message |
| --- |
| Thông điệp nhị phân đầy đủ |
| 00000010101010000000000 00101000001010000000100 10001000100010010110010 10101010101010100100100 00000000000000000000000 00000000000011000000000 00000000001101000000000 00000000001101000000000 00000000010101000000000 00000000011111000000000 00000000000000000000000 11000011100011000011000 10000000000000110010000 11010001100011000011010 11111011111011111011111 00000000000000000000000 00010000000000000000010 00000000000000000000000 00001000000000000000001 11111000000000000011111 00000000000000000000000 11000011000011100011000 10000000100000000010000 11010000110001110011010 11111011111011111011111 00000000000000000000000 00010000001100000000010 00000000001100000000000 00001000001100000000001 11111000001100000011111 00000000001100000000000 00100000000100000000100 00010000001100000001000 00001100001100000010000 00000011000100001100000 00000000001100110000000 00000011000100001100000 00001100001100000010000 00010000001000000001000 00100000001100000000100 01000000001100000000100 01000000000100000001000 00100000001000000010000 00010000000000001100000 00001100000000110000000 00100011101011000000000 00100000001000000000000 00100000111110000000000 00100001011101001011011 00000010011100100111111 10111000011100000110111 00000000010100000111011 00100000010100000111111 00100000010100000110000 00100000110110000000000 00000000000000000000000 00111000001000000000000 00111010100010101010101 00111000000000101010100 00000000000000101000000 00000000111110000000000 00000011111111100000000 00001110000000111000000 00011000000000001100000 00110100000000010110000 01100110000000110011000 01000101000001010001000 01000100100010010001000 00000100010100010000000 00000100001000010000000 00000100000000010000000 00000001001010000000000 01111001111101001111000 |

## Giải thích

### Các con số
```
1 2 3 4 5 6 7 8 9 10
----------------------
0 0 0 1 1 1 1 00 00 00
0 1 1 0 0 1 1 00 00 10
1 0 1 0 1 0 1 01 11 01
X X X X X X X X X X <-đánh dấu số ít quan trọng nhất
```

Các số từ 1 đến 10 xuất hiện ở định dạng nhị phân (hàng dưới cùng đánh dấu sự bắt đầu của mỗi số).
Ngay cả giả định rằng người nhận sẽ nhận ra nhị phân, việc mã hóa các con số có thể không rõ ràng ngay lập tức vì cách họ đã được viết. Để đọc bảy chữ số đầu tiên, bỏ qua hàng dưới cùng và đọc chúng dưới dạng ba chữ số nhị phân từ trên xuống dưới, với chữ số đầu là quan trọng nhất. Các cách đọc cho 8, 9 và 10 là một chút khác nhau, vì chúng đã được đưa ra một cột bổ sung bên cạnh đầu tiên (ở bên phải trong hình ảnh). Điều này được thiết kế để cho thấy rằng các số quá lớn để vừa với một cột có thể được viết bằng một số cột liền nhau, trong đó các cột bổ sung không có điểm đánh dấu chữ số có ý nghĩa ít nhất.

### Các yếu tố DNA
```
H C N O P
1 6 7 8 15
----------
0 0 0 1 1
0 1 1 0 1
0 1 1 0 1
1 0 1 0 1
X X X X X
```

Các số 1, 6, 7, 8, và 15 xuất hiện. Đây là số nguyên tử của hydro (H), carbon (C), nitơ (N), oxy (O) và phosphor (P), các thành phần của DNA.

### Các nucleotide
| Phần 3 — Các nucleotide của DNA |                    |                    |                     |  |
| Deoxyribose (C5H7O)             | Adenine (C5H4N5)   | Thymine (C5H5N2O2) | Deoxyribose (C5H7O) |  |
| Phosphate (PO4)                 |                    |                    | Phosphate (PO4)     |  |
| Deoxyribose (C5H7O)             | Cytosine (C4H4N3O) | Guanine (C5H4N5O)  | Deoxyribose (C5H7O) |  |
| Phosphate (PO4)                 |                    |                    | Phosphate (PO4)     |  |
|                                 |                    |                    |                     |  |

Các nucleotide được mô tả như là trình tự của năm nguyên tử xuất hiện trên dòng trước đó. Mỗi chuỗi đại diện cho công thức phân tử của nucleotide được kết hợp thành DNA (trái ngược với dạng tự do của nucleotide).
Ví dụ, deoxyribose (C5H7O trong DNA, C5H10O4 khi tự do), nucleotide ở trên cùng bên trái trong hình ảnh, được đọc là:
```
11000
10000
11010
XXXXX
-----
75010
```

nghĩa là, 7 nguyên tử hydro, 5 nguyên tử cacbon, 0 nguyên tử nitơ, 1 nguyên tử oxy và 0 nguyên tử phosphor.

### Chuỗi xoắn kép
```
11
11
11
11
11
01
11
11
01
11
01
11
10
11
11
01
X
```

```
1111111111110111 1111101101011110 (nhị phân) [Sử dụng hai cột dọc ở trên, đọc từ trên xuống dưới, bắt đầu từ cột bên phải trước, rồi từ trên xuống dưới từ cột bên trái.]
= 4,294,441,822 (thập phân)
```

Chuỗi xoắn kép DNA; thanh dọc thể hiện số lượng nucleotide. Giá trị được mô tả là khoảng 4,3 tỷ, được cho là trường hợp vào năm 1974 khi thông điệp được truyền đi. Hiện tại, có khoảng 3,2 tỷ cặp cơ sở trong bộ gen của con người.

### Loài người
```
ʌ X011011
| 111111
| 110111
X0111 111011
| 111111
v 110000
```

```
1110 (nhị phân) = 14 (thập phân)
```

```
000011 111111 110111 111011 111111 110110 (nhị phân)
= 4,292,853,750 (thập phân)
```

Phần tử ở trung tâm đại diện cho một con người. Phần tử bên trái (trong hình ảnh) cho biết chiều cao trung bình của một nam giới trưởng thành: 1,764 m (5 ft 9,4 in). Điều này tương ứng với nhị phân được viết theo chiều ngang 14 nhân với bước sóng của thông điệp (126 mm). Phần tử bên phải mô tả quy mô dân số năm 1974, khoảng 4,3 tỷ (trong đó, tình cờ, nằm trong khoảng 0,1% số lượng nucleotide DNA). Trong trường hợp này, số được định hướng trong dữ liệu theo chiều ngang chứ không phải theo chiều dọc. Điểm đánh dấu có chữ số ít quan trọng nhất nằm ở phía trên bên trái trong hình ảnh, với các bit sẽ chuyển sang các chữ số bên phải và có ý nghĩa hơn bên dưới.

### Các hành tinh
```
                        Trái Đất
Mặt Trời Sao Thủy Sao Kim      Sao Hỏa Sao Mộc Sao Thổ Sao Thiên Vương Sao Hải Vương Sao Diêm Vương
```

Hệ Mặt trời, hiển thị Mặt trời và các hành tinh theo thứ tự vị trí của chúng từ Mặt trời: Sao Thủy, Sao Kim, Trái Đất, Sao Hỏa, Sao Mộc, Sao Thổ, Sao Thiên Vương, Sao Hải Vương và Sao Diêm Vương. (Sao Diêm Vương đã được phân loại lại thành hành tinh lùn bởi Liên minh thiên văn quốc tế, nhưng nó vẫn được coi là một hành tinh tại thời điểm thông điệp được truyền đi.)
Trái Đất là hành tinh thứ ba từ Mặt Trời; đồ họa của nó được dịch chuyển để xác định nó là hành tinh mà từ đó tín hiệu được gửi đi. Ngoài ra, hình người được hiển thị ngay phía trên hình ảnh Trái Đất.
Ngoài việc hiển thị vị trí, đồ họa cung cấp tham chiếu kích thước chung, không quy mô của mỗi hành tinh và Mặt trời.

### Kính thiên văn
```
bên dưới hai hàng:
100101
<--- 111110X --->
```

```
100101 111110 (nhị phân) = 2,430 (thập phân)
```

Phần cuối đại diện cho Đài quan sát Arecibo với đường kính: 2430 nhân với bước sóng cho 306,18 m (1.004 ft 6 in). Trong trường hợp này, số được định hướng theo chiều ngang, với điểm đánh dấu chữ số có ý nghĩa nhỏ nhất ở phía dưới bên phải trong hình ảnh. Một phần của hình ảnh trông giống như một chữ cái "M" là có để chứng minh cho người đọc của thông điệp rằng đường cong là một gương mặt parabol.

Thông điệp Arecibo được giải mã thành 23 hàng và 73 cột. Mặc dù không thể hiểu được, thông báo ở định dạng này có vẻ đủ sắp xếp để cho thấy rằng đó không phải là tín hiệu ngẫu nhiên.